# أليسون كوكس
أليسون كوكس (بالإنجليزية: Alison Cox)‏ هي مجدفة أمريكية، ولدت في 5 يونيو 1979 في ترلوك في الولايات المتحدة.

## وصلات خارجية
- أليسون كوكس على موقع الاتحاد الدولي للتجديف (الإنجليزية)
- أليسون كوكس على موقع اللجنة الأولمبية الدولية (الإنجليزية)
- أليسون كوكس على موقع أوليمبيديا (الإنجليزية)